# Amery Smith
Amery Smith, noto anche come AWOL (3 agosto 1964), è un batterista statunitense.
È conosciuto soprattutto per la sua collaborazione con il gruppo hip hop americano dei Beastie Boys, che risale al 1988.
Nel 1997 ha fondato, insieme ad Adam Horovitz, i BS2000: il duo ha fatto uscire, nel corso dei quattro anni di vita della band, due album e tre EP, che hanno ottenuto un discreto successo: le loro canzoni sono caratterizzate da basi molto veloci, molta musica e pochi testi, dando vita ad un genere che si pone tra l'hip hop ed il/la techno.
Da ricordare anche la sua collaborazione con gruppi hardcore punk/punk metal statunitensi, tra cui i Suicidal Tendencies.

## Curiosità
- B-Boy Bouillabaisse, canzone finale dell'album Paul's Boutique dei Beastie Boys, contiene otto minibrani, l'ultimo dei quali s'intitola A.W.O.L..